# HBO 3
HBO 3 je premium televizijski kanal dio grupacije HBO Central Europe - u vlasništvu Home Box Officea Inc., Disneyjeva Buena Vista International Televisiona i Sony Pictures Television Internationala / Columbije Tri-Stara.
HBO 3 emitira televizijske serije, uz premijere najnovijih HBO serija, hit serija ostalih studija, nagrađivanu američku HBO produkciju kao i HBO Europe originalne produkcije, uz serije takožer emitira i odabrane filmske naslove, u 12 zemalja Središnje i Jugoistočne Europe.
HBO 3 u Hrvatskoj emitira od 26. ožujka 2016. godine i to Adria verzija s audio kanalom i podnapisima na hrvatskom jeziku. Dostupan je u najvećim hrvatskim televizijskim platformama: MAXtv-u, B.net-u i Total TV-u.

## Vanjske poveznice
- Službena stranica HBO Hrvatska
- Službena stranica HBO Central Europe[neaktivna poveznica] (engl.)